# Kiril Petkov
Kiril Petkov Petkov (bulharsky: Кирил Петков Петков; 17. dubna 1980 Plovdiv) je bulharský politik. Od prosince 2021 do srpna 2022 byl premiérem Bulharska. V září 2021 založil spolu s Asenem Vasilevem novou politickou stranu Pokračujeme ve změně (Prodlžavame promjanata; Продължаваме промяната). Strana je liberální, středová a proevropská.

## Život
Bakalářský titul získal v oboru financí na Univerzitě Britská Kolumbie ve Vancouveru, magisterský titul získal na Harvardově univerzitě. Patřil k zakladatelům Centra pro ekonomické strategie a konkurenceschopnost na Sofijské univerzitě, kde pak vyučoval obory ekonomický rozvoj a mikroekonomie konkurenceschopnosti. V letech 2001 až 2005 pracoval pro kanadskou potravinářskou společnost McCain Foods jako manažer rozvoje. Od roku 2007 řídil vlastní společnost ProViotik, která se stala držitelem několika patentů v oblasti biotechnologií ve Spojených státech amerických.
Roku 2017 vstoupil do politiky. Byl zvolen do výkonné rady nově vzniklé politické strany Ano, Bulharsko! Od 12. května do 16. září 2021 působil jako ministr hospodářství v prozatímní vládě Stefana Janeva, a to přesto, že měl dvojí občanství, krom bulharského i kanadské, což bulharská ústava zapovídá (v roce 2021 bulharský ústavní soud konstatoval, že jeho jmenování bylo z tohoto důvodu nelegální). Kanadského občanství se Petkov vzdal v dubnu 2021.
Po listopadových volbách jeho nová strana Pokračujeme ve změně skončila na prvním místě s 25,32 procenta hlasů a Petkov sestavil vládu, která 13. prosince 2021 získala důvěru parlamentu díky 134 hlasům z 240 (104 poslanců hlasovalo proti). Po ruské invazi na Ukrajinu v únoru 2022 Petkov vyzval k přijetí ukrajinských uprchlíků. Přitom ale vyvolal obvinění z rasismu a islamofobie, když nutnost přijmout uprchlíky zdůvodnil slovy: "Toto nejsou uprchlíci, na které jsme zvyklí; tito lidé jsou Evropané. Tito lidé jsou inteligentní. Jsou to vzdělaní lidé...Toto nejsou uprchlíci, u kterých jsme si v minulosti nebyli jisti jejich identitou, lidi s nejasnou minulostí, kteří mohli být dokonce teroristé.“ Prokyjevský kurz udržel, byť čelil obtížné situaci, neboť v jeho koaliční vládě seděly i prokremelské strany (zejm. socialisté). Když jeho vlastní ministr obrany Stefan Janev odmítl použít slovo „válka“ v odkazu na ruskou invazi na Ukrajinu a místo toho ji označil za „zvláštní operaci“ (což je pojem, jež patří do ruského propagandistického slovníku), Petkov ho vyzval k rezignaci, ale neodvolal. Roku 2023 vyšlo najevo, že mnoho pomoci musel Petkov Ukrajině poskytovat tajně. Problémem bylo i bulharské veřejné mínění, které je z historických důvodů tradičně nakloněné Rusku - podpora Ukrajině byla nejmenší v celé EU, zjistily průzkumy. Začátkem června z koalice vystoupil Petkovův koaliční partner Ima takav narod, který žádal pokračovat v energetické spolupráci s Ruskem i poté, co Gazprom zastavil dodávky plynu do Bulharska. Dne 22. června čelila vláda hlasování o důvěře v parlamentu, které prohrála. Petkov formálně rezignoval na svou funkci premiéra 27. června a byl pověřen prezidentem Rumenem Radevem sestavením nové vlády. Ve stejný den vyzvalo ruské velvyslanectví v Sofii Bulhary, aby podpořili ruskou invazi na Ukrajinu. O den později Petkov oznámil vyhoštění 70 ruských diplomatů kvůli obavám ze špionáže. Petkovovi se novou koalici sestavit nepodařilo a 2. srpna odešel z funkce.
Vznikla úřednická vláda, s bývalým ministrem práce Galabem Donevem v čele. Prezident Radev následně vyzval k předčasným volbám, které se konaly 2. října 2022. V těchto volbách Petkovova koalice ztratila většinu, ale ani žádná jiná koalice nemohla být vytvořena. To vedlo k dalším předčasným volbám v dubnu 2023, které přinesly podobné výsledky a nebylo možno sestavit žádnou politickou koalici. Zemi tak nadále vede úřednický kabinet.